# Rodrigo Suárez Peña
 Rodrigo Suárez Peña (Utrera, 7 maart 1986) is een gewezen Spaanse aanvaller, beter bekend onder zijn roepnaam Rodri.
Hij is een jeugdproduct van Real Betis en maakte zijn debuut bij de eerste ploeg in de Segunda División A op 29 augustus 2009 tegen Córdoba CF.  Echter tijdens de heenronde van het seizoen 2010-2011 viel hij buiten de ploeg en werd dan ook voor het resterende gedeelte van het seizoen aan reeksgenoot FC Cartagena uitgeleend.  Daar kreeg hij onmiddellijk zijn kans in het basiselftal, maar kon niet echt overtuigen.  Toen ook nog de ambitieuze ploeg een slechte terugronde speelde, werd de ploeg voor het daaropvolgende seizoen totaal vernieuwd.  Een van de vele slachtoffers werd Rodri, zodat hij tijdens de voorbereiding van het seizoen 2011-2012 terugkeerde naar het net naar Primera División gepromoveerde Real Betis.  Hij kon echter geen basisplaats afdwingen, waardoor hij einde augustus 2011 tekende voor het net naar Segunda División A gepromoveerde CD Guadalajara.  Het eerste seizoen kreeg de speler nog spelgelegenheid, maar tijdens het seizoen 2012-2013 acteerde de speler niet tijdens één wedstrijd tot en met de winterstop.